# 异干互补
异干互补（英語：Suppletion），又称异干法，即用异干词充当某一词形变化表中的某一个词语。对于习语者来说，异干互补常常被被视为“不规则形式”，其实例大多限于语言中最常用的词项。

## 不规则和异干互补
不规则变化是指不能通过简单规则从基本形式推导出单词的派生形式的屈折变化。例如，只懂一点英语的人可以推断出 "" 的复数形式是 "" ，但无法推断出 "" 的复数形式是 ""。最为习语者熟知的往往是不规则动词，但任何具有词形变化的词都可能是不规则的。
对于大多数共时性的领域——第一语言习得研究、心理语言学、语言教学理论——来说，只要注意到这些形式是不规则的就足够了。然而，历史语言学试图解释它们是如何形成的，并根据其起源区分不同类型的不规则性。
大多数不规则变化可以通过影响单词的一种形式但不影响另一种形式的音变来解释（在本例中为日耳曼语元音变音）。在这种情况下，当前形式的历史来源曾经构成了一种规则变化。
历史语言学使用术语“异干互补” 来区分诸如 ":" 或 ":"之类的不规则现象，这些不规则现象无法像前例一样用音变解释，因为其屈折变化的各个部分并不是从单一形式演化而来。
赫尔曼·奥斯托夫 (Hermann Osthoff) 在 1899 年对印欧语系语言现象的研究中用创造了“异干互补”的德语单词。   
世界各地许多语言都有异干互补现象。 这些语言分布于不同的语系（语支），如印度-雅利安语支、达罗毗荼语系、阿拉伯语、罗曼语族等。
例如，在格鲁吉亚语中，动词“来”的屈折形式由四个不同的词根（  、  、 和 ）组成。 
类似地，在现代标准阿拉伯语中，动词 jāʾ（“来”）通常以 taʿāl 作为其命令式；此外，marʾah（“女人”）的复数是 nisāʾ。
一些较古老的印欧语系语言尤以异干互补闻名。例如，古希腊语有大约二十个包含异干互补形式的动词，其中的许多动词具有三个独立的词根。

## 例词

### 去
在英语中，动词  的过去式是  ，它来自动词  的过去式。 作为  的过去式已经是过时的用法了。 （ 在现代英语中， 的过去时是规则的 。）
罗曼语族在动词“去”的变位方面有多种异干互补形式，如这些语言中的第一人称单数形式（命令式中的第二人称单数形式）所示： 
| 语言                      | 命令式 | 命令式 | 现在时 | 现在时 | 虚拟式 | 虚拟式 | 将来时 | 将来时 | 过去时 | 过去时 | 不定式 | 不定式 |
| ------------------------- | ------ | ------ | ------ | ------ | ------ | ------ | ------ | ------ | ------ | ------ | ------ | ------ |
| 法语                      | ,      | 1      |        | 1      |        | 4      |        | 2      |        | 4      | aller  | 4      |
| 罗曼什语 (Sursilvan方言)  |        | 1      |        | 6      |        | 6      | —      | —      | —      | —      | ir     | 2      |
| 萨丁尼亚语 (洛古多罗方言) |        | 1      |        | 3      | ,      | 3      | —      | —      | —      | —      | andare | 3      |
| 意大利语                  | ,      | 1      | ,      | 1      |        | 1      |        | 3      |        | 3      | andare | 3      |
| 奥克语 (朗格多克方言)     |        | 1      |        | 1      |        | 3      |        | 3      |        | 3      | anar   | 3      |
| 加泰罗尼亚语              |        | 1      |        | 1      |        | 1      |        | 3      |        | 3      | anar   | 3      |
| 西班牙语                  | tú     | 1      |        | 1      |        | 1      |        | 2      |        | 5      | ir     | 2      |
| 西班牙语                  | vos    | 3      |        | 1      |        | 1      |        | 2      |        | 5      | ir     | 2      |
| 葡萄牙语                  |        | 1      |        | 1      |        | 1      |        | 2      |        | 5      | ir     | 2      |

表中编号表示这些形式来源的六个不同的拉丁语动词：
1. “走向，进步”,[8]
2. “去”
3. “走访、参观”，[9] 该词也是西班牙语和葡萄语中  ‘走’的词源
4. “走”；亦可能来自另一个拉丁语词根、凯尔特语词根、日耳曼语词根三者之一的  或 [10]
5. 的完成时（这个词根同样也是异干互补而来）[11]
6. “沿着走、穿过”.

许多罗曼语族的语言在现在时中使用来自不同词根的形式。例如，法语的  （“我去”）来自  ，但  （“我们去”）则来自  。加利西亚-葡萄牙语中有着相似的例子：“去”的不定式  来自  而  （“我们去”）来自  ；前者在现代葡萄牙语中已经罕用，但仍然频繁出现在现代加利西亚语中。甚至来自  第二人称复数形式  的  ，是加利西亚语和葡萄牙语中“你们去”的唯一形式（比照西班牙语  ，其来自拉丁语  ）。
有时，方言之间的词形变化也会有所不同。例如，撒丁语的统一撒丁语（ Limba Sarda Comuna ）标准采用  的完全规则变化，但其他方言如洛古多罗方言则没有（另请参见萨丁尼亚语变位）。在罗曼什语中，格劳宾登方言用  和  （分别来自拉丁语的  和  ）取代了  的现在时和虚拟式，而在 Surselva 方言中，其则分别被  和  取代。
与此相似，威尔士语的  （“去”）有一系列的异干互补变形，如  （“我将去”）和  （“我们曾去”）。爱尔兰语的  （“去”）也拥有异干互补形式： （现在分词）和 （将要去）。
在爱沙尼亚语中，除去被动式和不定式，动词  （“去”）的其他屈折形式来自于一个与芬兰语单词  （“离开”）同源的动词。

### 好和坏
在日耳曼语族、罗曼语族（罗马尼亚语除外）、凯尔特语族、斯拉夫语族（保加利亚语和马其顿语除外）和印度-伊朗语族中，形容词“好”的比较级和最高级是异干词；这些语言的大部分中，形容词“坏”也是异干词。
| 语言                | 形容词                  | 词源 | 比较级                         | 最高级                               | 词源 |
| 日耳曼语族          | 日耳曼语族              | 日耳曼语族 | 日耳曼语族                     | 日耳曼语族                           | 日耳曼语族 |
| ------------------- | ----------------------- | --- | ------------------------------ | ------------------------------------ | --- |
| 英语                | good                    | 原始日耳曼语: *gōdaz - Old English： - 古高地德語： - 古荷兰语： - 古諾斯語： 与 梵語： （“坚持的东西”） 同源 | better                         | best                                 | 原始日耳曼语: *batizô - Old English： - 与古英语 （“援助、救济”）同源 与 梵語： （“幸运的”）同源                                                               |
| 丹麦语              |                         | 原始日耳曼语: *gōdaz - Old English： - 古高地德語： - 古荷兰语： - 古諾斯語： 与 梵語： （“坚持的东西”） 同源 |                                |                                      | 原始日耳曼语: *batizô - Old English： - 与古英语 （“援助、救济”）同源 与 梵語： （“幸运的”）同源                                                               |
| 德语                |                         | 原始日耳曼语: *gōdaz - Old English： - 古高地德語： - 古荷兰语： - 古諾斯語： 与 梵語： （“坚持的东西”） 同源 |                                |                                      | 原始日耳曼语: *batizô - Old English： - 与古英语 （“援助、救济”）同源 与 梵語： （“幸运的”）同源                                                               |
| 法罗语              |                         | 原始日耳曼语: *gōdaz - Old English： - 古高地德語： - 古荷兰语： - 古諾斯語： 与 梵語： （“坚持的东西”） 同源 |                                |                                      | 原始日耳曼语: *batizô - Old English： - 与古英语 （“援助、救济”）同源 与 梵語： （“幸运的”）同源                                                               |
| 冰岛语              |                         | 原始日耳曼语: *gōdaz - Old English： - 古高地德語： - 古荷兰语： - 古諾斯語： 与 梵語： （“坚持的东西”） 同源 |                                |                                      | 原始日耳曼语: *batizô - Old English： - 与古英语 （“援助、救济”）同源 与 梵語： （“幸运的”）同源                                                               |
| 荷兰语              |                         | 原始日耳曼语: *gōdaz - Old English： - 古高地德語： - 古荷兰语： - 古諾斯語： 与 梵語： （“坚持的东西”） 同源 |                                |                                      | 原始日耳曼语: *batizô - Old English： - 与古英语 （“援助、救济”）同源 与 梵語： （“幸运的”）同源                                                               |
| 书面挪威语          |                         | 原始日耳曼语: *gōdaz - Old English： - 古高地德語： - 古荷兰语： - 古諾斯語： 与 梵語： （“坚持的东西”） 同源 |                                |                                      | 原始日耳曼语: *batizô - Old English： - 与古英语 （“援助、救济”）同源 与 梵語： （“幸运的”）同源                                                               |
| 新挪威语            | god                     | 原始日耳曼语: *gōdaz - Old English： - 古高地德語： - 古荷兰语： - 古諾斯語： 与 梵語： （“坚持的东西”） 同源 | betre                          | best                                 | 原始日耳曼语: *batizô - Old English： - 与古英语 （“援助、救济”）同源 与 梵語： （“幸运的”）同源                                                               |
| 瑞典语              |                         | 原始日耳曼语: *gōdaz - Old English： - 古高地德語： - 古荷兰语： - 古諾斯語： 与 梵語： （“坚持的东西”） 同源 |                                |                                      | 原始日耳曼语: *batizô - Old English： - 与古英语 （“援助、救济”）同源 与 梵語： （“幸运的”）同源                                                               |
| 罗曼语族            |                         | |                                |                                      | |
| 法语                |                         | 拉丁語： 来自 古体拉丁语 - 与 梵語： （"尊敬"）同源 |                                |                                      | - 拉丁語： - 与拉丁语 （“许多”）同源 - 与 古希臘語：（拉丁化：mala，直译：非常）同源                                                                           |
| 葡萄牙语            |                         | 拉丁語： 来自 古体拉丁语 - 与 梵語： （"尊敬"）同源 |                                |                                      | - 拉丁語： - 与拉丁语 （“许多”）同源 - 与 古希臘語：（拉丁化：mala，直译：非常）同源                                                                           |
| 西班牙语            |                         | 拉丁語： 来自 古体拉丁语 - 与 梵語： （"尊敬"）同源 |                                |                                      | - 拉丁語： - 与拉丁语 （“许多”）同源 - 与 古希臘語：（拉丁化：mala，直译：非常）同源                                                                           |
| 加泰罗尼亚语        |                         | 拉丁語： 来自 古体拉丁语 - 与 梵語： （"尊敬"）同源 |                                |                                      | - 拉丁語： - 与拉丁语 （“许多”）同源 - 与 古希臘語：（拉丁化：mala，直译：非常）同源                                                                           |
| 意大利语            |                         | 拉丁語： 来自 古体拉丁语 - 与 梵語： （"尊敬"）同源 |                                |                                      | - 拉丁語： - 与拉丁语 （“许多”）同源 - 与 古希臘語：（拉丁化：mala，直译：非常）同源                                                                           |
| 凯尔特语族          |                         | |                                |                                      | |
| 苏格兰盖尔语        |                         | 原始凯尔特语: [*matis] 错误：{{Lang}}：無法辨識私有標籤 proto（帮助） 来自原始印欧语: *meh₂- （“成熟”） |                                |                                      | 原始凯尔特语 [*werros] 错误：{{Lang}}：無法辨識私有標籤 proto（帮助） 来自原始印欧语: *wers- （“巅峰”）                                                        |
| 爱尔兰语            |                         | 原始凯尔特语: [*matis] 错误：{{Lang}}：無法辨識私有標籤 proto（帮助） 来自原始印欧语: *meh₂- （“成熟”） |                                |                                      | 原始凯尔特语 [*werros] 错误：{{Lang}}：無法辨識私有標籤 proto（帮助） 来自原始印欧语: *wers- （“巅峰”）                                                        |
| 布列塔尼语          |                         | 原始凯尔特语: [*matis] 错误：{{Lang}}：無法辨識私有標籤 proto（帮助） 来自原始印欧语: *meh₂- （“成熟”） | , (1)                          | (1)                                  | - (1) 原始凯尔特语: [*u̯el-no-] 错误：{{Lang}}：無法辨識私有標籤 proto（帮助） - (2) 原始凯尔特语 [*u̯or-gous-on] 错误：{{Lang}}：無法辨識私有標籤 proto（帮助） |
| 威尔士语            |                         | 原始凯尔特语: [*dagos] 错误：{{Lang}}：無法辨識私有標籤 proto（帮助） （“好”） | (1)                            | (2)                                  | - (1) 原始凯尔特语: [*u̯el-no-] 错误：{{Lang}}：無法辨識私有標籤 proto（帮助） - (2) 原始凯尔特语 [*u̯or-gous-on] 错误：{{Lang}}：無法辨識私有標籤 proto（帮助） |
| 斯拉夫语族          |                         | |                                |                                      | |
| 波兰语              |                         | 原始斯拉夫语: [*dobrъ] 错误：{{Lang}}：無法辨識私有標籤 proto（帮助） |                                |                                      | 原始印欧语 *lep-, *lēp- （“利益、好处、好的”） |
| 捷克语              |                         | 原始斯拉夫语: [*dobrъ] 错误：{{Lang}}：無法辨識私有標籤 proto（帮助） |                                |                                      | 原始印欧语 *lep-, *lēp- （“利益、好处、好的”） |
| 斯洛伐克语          |                         | 原始斯拉夫语: [*dobrъ] 错误：{{Lang}}：無法辨識私有標籤 proto（帮助） |                                |                                      | 原始印欧语 *lep-, *lēp- （“利益、好处、好的”） |
| 乌克兰语            |                         | 原始斯拉夫语: [*dobrъ] 错误：{{Lang}}：無法辨識私有標籤 proto（帮助） |                                |                                      | 原始印欧语 *lep-, *lēp- （“利益、好处、好的”） |
| 塞尔维亚-克罗地亚语 |                         | 原始斯拉夫语: [*dobrъ] 错误：{{Lang}}：無法辨識私有標籤 proto（帮助） |                                |                                      | 原始斯拉夫语: [*bolьjь] 错误：{{Lang}}：無法辨識私有標籤 proto（帮助） （“更大的”）                                                                            |
| 斯洛文尼亚语        |                         | 原始斯拉夫语: [*dobrъ] 错误：{{Lang}}：無法辨識私有標籤 proto（帮助） |                                |                                      | 原始斯拉夫语: [*bolьjь] 错误：{{Lang}}：無法辨識私有標籤 proto（帮助） （“更大的”）                                                                            |
| 俄语                | ，khoroshiy             | 可能来自原始斯拉夫语: [*xorb] 错误：{{Lang}}：無法辨識私有標籤 proto（帮助） | ，luchshe                      | ，(nai)luchshiy                      | 古俄语 ，其中性形式为 古教会斯拉夫语: （“更合适的，恰当的”）                                                                                                   |
| 印度-伊朗语族       |                         | |                                |                                      | |
| 波斯语              | ，khūb [xʊb]            | 可能与原始斯拉夫语 [*xorb] 错误：{{Lang}}：無法辨識私有標籤 proto（帮助） （见上）同源.。 此为 [beh] 错误：{{Lang}}：無法辨識語言標籤 proto-Latn（帮助） 的一个并非很好的词源；请与日耳曼语族的比较级和最高级比照 | ，xūb-tar 或 ，beh-tar         | ，xūb-tarīn 或 ，beh-tarīn           | 来自原始印度-伊朗语 *Hwásuš （“好”）。与上文的日耳曼词汇不同源。                                                                                               |
| 非印欧语系语言      |                         | |                                |                                      | |
| 格鲁吉亚语          | კარგი, k'argi [kʼäɾgi]. | 可能是一个籍由古亚美尼亚语կարգ （页面存档备份，存于） (karg，“等级”)而来的伊朗语支借词。 | უკეთესი, uk'etesi [uk'e̞tʰe̞si]. | საუკეთესო, sauk'eteso [säuk'e̞tʰe̞so̞]. | 来自原始格鲁吉亚-赞语 *ḳet- （“添加、混合”） |

1. ↑  诗歌中使用 ，beh
2. ↑  古波斯語中“好” 的最高级是 ，后者演化为现代波斯语中表示“天堂、乐园”的 ，behešt。

爱沙尼亚语和芬兰语中“好”的比较级也是异干词： →  → （爱沙尼亚语）； →  → （芬兰语）。
|                     |        | |        |          | |
| 语言                | 形容词 | 词源 | 比较级 | 最高级   | 词源 |
| 日耳曼语族          |        | |        |          | |
| 英语                |        | 来源不定，可能源自古英语 （“女性化的男人, 雌雄同体, 少年爱")，关联于 （“玷污”） < 原始日耳曼语 [*baidijaną] 错误：{{Lang}}：無法辨識私有標籤 proto（帮助） （“约束、停留的原因”） 在古英语中 更为常用，比较原始日耳曼语 [*ubilaz] 错误：{{Lang}}：無法辨識私有標籤 proto（帮助）、 哥特语 （坏）、德语 （邪恶/坏）英语 evil（邪恶） |        |          | 源自原始日耳曼语 [*wirsizô] 错误：{{Lang}}：無法辨識私有標籤 proto（帮助）、[*wirsistaz] 错误：{{Lang}}：無法辨識私有標籤 proto（帮助）。 |
| 古诺斯语            |        | 源自原始日耳曼语 *wanh-。 |        |          | 源自原始日耳曼语 [*wirsizô] 错误：{{Lang}}：無法辨識私有標籤 proto（帮助）、[*wirsistaz] 错误：{{Lang}}：無法辨識私有標籤 proto（帮助）。 |
| 冰岛语              |        | 源自原始日耳曼语 *wanh-。 |        |          | 源自原始日耳曼语 [*wirsizô] 错误：{{Lang}}：無法辨識私有標籤 proto（帮助）、[*wirsistaz] 错误：{{Lang}}：無法辨識私有標籤 proto（帮助）。 |
| 法罗语              |        | 源自原始日耳曼语 *wanh-。 |        |          | 源自原始日耳曼语 [*wirsizô] 错误：{{Lang}}：無法辨識私有標籤 proto（帮助）、[*wirsistaz] 错误：{{Lang}}：無法辨識私有標籤 proto（帮助）。 |
| 书面挪威语          | ,      | 源自原始日耳曼语 *wanh-。 |        |          | 源自原始日耳曼语 [*wirsizô] 错误：{{Lang}}：無法辨識私有標籤 proto（帮助）、[*wirsistaz] 错误：{{Lang}}：無法辨識私有標籤 proto（帮助）。 |
| 新挪威语            | vond   | 源自原始日耳曼语 *wanh-。 | verre  | verst(e) | 源自原始日耳曼语 [*wirsizô] 错误：{{Lang}}：無法辨識私有標籤 proto（帮助）、[*wirsistaz] 错误：{{Lang}}：無法辨識私有標籤 proto（帮助）。 |
| 瑞典语              |        | 源自原始日耳曼语 *wanh-。 |        |          | 源自原始日耳曼语 [*wirsizô] 错误：{{Lang}}：無法辨識私有標籤 proto（帮助）、[*wirsistaz] 错误：{{Lang}}：無法辨識私有標籤 proto（帮助）。 |
| 丹麦语              |        | 源自原始日耳曼语 *wanh-。 |        |          | 源自原始日耳曼语 [*wirsizô] 错误：{{Lang}}：無法辨識私有標籤 proto（帮助）、[*wirsistaz] 错误：{{Lang}}：無法辨識私有標籤 proto（帮助）。 |
| 罗曼语族            |        | |        |          | |
| 法语                | [ a ]  | 拉丁語： |        |          | 拉丁語：，与梵语 （“他跌倒”）同源 |
| 葡萄牙语            |        | 拉丁語： |        |          | 拉丁語：，与梵语 （“他跌倒”）同源 |
| 西班牙语            |        | 拉丁語： |        |          | 拉丁語：，与梵语 （“他跌倒”）同源 |
| 加泰罗尼亚语        | [ b ]  | 拉丁語： |        |          | 拉丁語：，与梵语 （“他跌倒”）同源 |
| 意大利语            | [ c ]  | 拉丁語： |        |          | 拉丁語：，与梵语 （“他跌倒”）同源 |
| 凯尔特语族          |        | |        |          | |
| 苏格兰盖尔语        |        | 原始凯尔特语 [*drukos] 错误：{{Lang}}：無法辨識私有標籤 proto（帮助） （“坏”） < （可能） 原始印欧语 *dʰrewgʰ- （“蒙骗”） |        |          | 原始凯尔特语 [*missos] 错误：{{Lang}}：無法辨識私有標籤 proto（帮助） < 原始印欧语 *mey-（“改变”）                                        |
| 爱尔兰语            |        | 原始凯尔特语 [*drukos] 错误：{{Lang}}：無法辨識私有標籤 proto（帮助） （“坏”） < （可能） 原始印欧语 *dʰrewgʰ- （“蒙骗”） |        |          | 原始凯尔特语 [*missos] 错误：{{Lang}}：無法辨識私有標籤 proto（帮助） < 原始印欧语 *mey-（“改变”）                                        |
| 威尔士语            |        | 原始凯尔特语 [*drukos] 错误：{{Lang}}：無法辨識私有標籤 proto（帮助） （“坏”） < （可能） 原始印欧语 *dʰrewgʰ- （“蒙骗”） |        |          | 原始凯尔特语 [*waxtisamos] 错误：{{Lang}}：無法辨識私有標籤 proto（帮助）（“最坏的”）                                                     |
| 斯拉夫语族          |        | |        |          | |
| 波兰语              |        | 原始斯拉夫语 [*zel] 错误：{{Lang}}：無法辨識私有標籤 proto（帮助） |        |          | 与波兰语 （使厌恶、使反感） |
| 捷克语              |        | 原始斯拉夫语 [*zel] 错误：{{Lang}}：無法辨識私有標籤 proto（帮助） |        |          | 与波兰语 （使厌恶、使反感） |
| 斯洛伐克语          |        | 原始斯拉夫语 [*zel] 错误：{{Lang}}：無法辨識私有標籤 proto（帮助） |        |          | 与波兰语 （使厌恶、使反感） |
| 乌克兰语            | 古     | 原始斯拉夫语 [*zel] 错误：{{Lang}}：無法辨識私有標籤 proto（帮助） |        |          | 与波兰语 （使厌恶、使反感） |
| 塞尔维亚-克罗地亚语 |        | 原始斯拉夫语 [*zel] 错误：{{Lang}}：無法辨識私有標籤 proto（帮助） |        |          | 与波兰语 （使厌恶、使反感） |
| 俄罗斯语            | ()     | 可能为原始斯拉夫语 [*polx] 错误：{{Lang}}：無法辨識私有標籤 proto（帮助） | ()     | ()       | 古教会斯拉夫语 ， 原始斯拉夫语 [*хudъ] 错误：{{Lang}}：無法辨識私有標籤 proto（帮助）（“坏的”“小的”）                                     |

1. ↑  这里是副词形式（“坏地”“不好地”）；意大利语的形容词是自身异干词（cattivo，与"captive"（战俘、囚徒）有着相同的词根） ，而法语的  则是复合词 ( < +).
2. ↑  加泰罗尼亚语中， 用于名词前，而用于名词之后的的形式  也是异干词 (< Latin  “痛苦的”）
3. ↑  这里是副词形式（“坏地”“不好地”）；意大利语的形容词是自身异干词（cattivo，与"captive"（战俘、囚徒）有着相同的词根） ，而法语的  则是复合词 ( < +).

与上文提到的意大利语相似，英语中 ""（好）与其副词形式 "" 无关，后者来自古英语 ，与 （“希望”）同源。

### 大和小
凯尔特语族：
| 语言     | 形容词                                        | 比较级/最高级                                                                         |
| -------- | --------------------------------------------- | ------------------------------------------------------------------------------------- |
| 爱尔兰语 | （古爱尔兰语 bec < 原始凯尔特语 *bikkos ）    | / （< 古爱尔兰语 laigiu < 原始凯尔特语 *lagyūs < 原始印欧语 *h₁lengʷʰ- （“轻量的”）） |
| 威尔士语 | （< 古布立吞语 *bɨx < 原始凯尔特语 *bikkos ） | / （< 原始印欧语 *h₁lengʷʰ- （“轻量的”））                                            |

| 语言     | 比较级                                               | 比较级/最高级                                              |
| -------- | ---------------------------------------------------- | ---------------------------------------------------------- |
| 爱尔兰语 | mór （< 原始凯尔特语 *māros < 原始印欧语 *moh₁ros ） | níos mó / is mó < 原始凯尔特语 *māyos < 原始印欧语 *meh₁-) |
| 威尔士语 | mawr (< 原始凯尔特语 *māros < 原始印欧语 *moh₁ros)   | mwy / mwyaf < 原始凯尔特语 *māyos < 原始印欧语 *meh₁-)     |

在许多斯拉夫语族语言中，“大”和“小”也是异干词：
| 语言         | 形容词                | 比较级/最高级                                |
| ------------ | --------------------- | -------------------------------------------- |
| 波兰语       | mały                  | mniejszy / najmniejszy                       |
| 捷克语       | malý                  | menší / nejmenší                             |
| 斯洛伐克语   | malý                  | menší / najmenší                             |
| 斯洛文尼亚语 | majhen                | manjši / najmanjši                           |
| 乌克兰语     | малий, маленький      | менший / найменший                           |
| 俄语         | маленький (malen'kiy) | меньший / наименьший (men'she / naimen'shiy) |

| 语言         | 形容词  | 比较级/最高级        |
| ------------ | ------- | -------------------- |
| 波兰语       | duży    | większy / największy |
| 捷克语       | velký   | větší / největší     |
| 斯洛伐克语   | veľký   | väčší / najväčší     |
| 斯洛文尼亚语 | velik   | večji / največji     |
| 乌克兰语     | великий | більший / найбільший |

## 语言中的实例

### 阿尔巴尼亚语
阿尔巴尼亚语中有 14 个不规则动词，包括异干词和非异干词：
| 动词 | 词义 | 现在时 | 一般过去时 | 未完成过去时 |
| ---- | ---- | ------ | ---------- | ------------ |
|      | 是   |        |            |              |
|      | 有   |        |            |              |
|      | 吃   |        |            |              |
|      | 来   |        |            |              |
|      | 给   |        |            |              |
|      | 看   |        |            |              |
|      | 跌落 |        |            |              |
|      | 带来 |        |            |              |
|      | 停留 |        |            |              |

### 古希腊语
古希腊语拥有大量的异干动词。下面列出一些动词的主干部分（第一人称单数）：
| 现在时主动态 | 将来时主动态 | 不定过去时主动态 | 完成时主动态 | 完成时中动态 | 不定过去时被动态 | 意义   |
| ------------ | ------------ | ---------------- | ------------ | ------------ | ---------------- | ------ |
|              | /            |                  |              | —            | —                | 来、去 |
|              | /λέξω        | /                |              | /            | /                | 讲、说 |
|              |              | εἶδον            | /            | /            |                  | 看     |
|              |              | /                |              |              |                  | 携带   |
|              |              |                  |              |              |                  | 卖     |

### 保加利亚语
在保加利亚语中，单词 ，chovek （“男人、人类”）是异干词。其原本的复数形式 ，chovetsi 现在仅用于《圣经》中的语段。在现代，它被来自希腊语的借词 ，khora 取代。这个单词的计量形式（阳性名词的一种特殊形式，用于数词后）也是异干词：，dushi（重音位于第一个音节上）。例如，dvama, trima dushi（“两、三个人”）；且这个词没有单数形式。另一个相关但不同的例子是复数为 ，dushi、单数为，dusha（“灵魂”）的名词，二者的重音都在最后一个音节上。

### 英语
在英语中，不规则动词  十分复杂，其拥有来自几个不同词根的屈折形式：
- , , ——来自古英语 （“是、变成”），来自原始日耳曼语 *[beuną] 错误：{{Lang}}：無法辨識私有標籤 proto（帮助）（“是、存在、变成”），来自原始印欧语 *bʰúHt（“生长、变成、产生、出现”），来自词根 *bʰuH-（“变成、生长、出现”）。
- , , ——来自中古英语 , , , ，来自古英语 , , , , ，来自原始日耳曼语 **, **, **, **，这些词均来自动词 **（“是；栖身”），来自原始印欧语 *h₁ésmi（“我是，我存在”），来自词根 *h₁es-（“是”）。
- , ——来自古英语 , ，来自原始日耳曼语 **, **，来自原始印欧语词根 *h₂wes-（“栖身”）

这个动词在绝大多数印欧语中都是异干词；在一些非印欧语如芬兰语中也是异干词。
英语中一个非完全的异干词是 （来自拉丁语 ）的复数。 的常规复数形式  主要在法律内容中使用。更为普遍的是将另一个名词 （来自拉丁语 ）用作  的复数。例如，（中文：两个人靠一个人的薪水生活；注意动词  是复数）。在使用  的本意“平民、民族”时， 是一个常规的单数名词，其复数为 。

### 爱尔兰语
一些不规则的爱尔兰语动词是异干词：
- （说）：派生自古爱尔兰语 ，来自原始印欧语词根 *h₁eǵʰs-（“出”）和 *bʰer-（“忍受、携带”）。然而，这个动词的名词形式  派生自古爱尔兰语  ，最终来自原始印欧语 *reh₂dʰ- （“成功表现”）。
- bí（是）：派生自原始印欧语 *bʰuH-（“生长、成为、变成、出现”）。然而，其现在时形式  派生自古爱尔兰语 ，来自原始凯尔特语 *[ad-tāyeti] 错误：{{Lang}}：無法辨識語言標籤 celtic-x-proto（帮助），最终来自原始印欧语 *steh₂-（“站立”）。
- （捕捉）：派生自原始印欧语 *bʰer-（“忍受、携带”）。然而，其过去时形式  派生自古爱尔兰语 ，其来自原始凯尔特语 *[ɸro-ōnkeyo-] 错误：{{Lang}}：無法辨識語言標籤 celtic-x-proto（帮助），最终来自原始印欧语词根 *pro-（“前”）和 *h₂neḱ-（“到达”）。
- （看）：派生自古爱尔兰语 ，来自原始印欧语 *kʷey-（“观察”）。然而，其过去时形式  派生自古爱尔兰语 ，最终来自原始印欧语 *derḱ₂-（“看”）。
- （去）：派生自古爱尔兰语 ，来自原始印欧语 *stéygʰeti-（“正在行走、正在攀爬”）。然而，其将来时形式  派生自古爱尔兰语  ，最终来自原始印欧语 *h₁r̥gʰ-（“去、移动”）；这个动词的名词形式  来自 *h₁ludʰét （“到达”）。

爱尔兰语中还有一些形容词或副词的比较级和最高级是异干词；除了上述提到的单词，还有：
- ，“长的”；其比较级为  或  ——  来自古爱尔兰语  ，来自原始印欧语 *wasdʰos（“长的、宽的”），比较拉丁语的 （“宽的”）；而  来自古爱尔兰语  （“长时间的、持久的”），来自原始凯尔特语 *[sīros] 错误：{{Lang}}：無法辨識語言標籤 caltic-x-proto（帮助），比较威尔士语/布列塔尼语 。[14][15][16][17]

### 拉丁语
拉丁语拥有一些异干动词。下面依其主干部分（第一人称单数）列出：
| 直陈式现在时主动态 | 不定式主动态 | 直陈式完成时主动态 | 目的动名词             | 词义       |
| ------------------ | ------------ | ------------------ | ---------------------- | ---------- |
|                    |              |                    |                        | 是         |
|                    |              | 或                 |                        | 携带、忍受 |
|                    |              |                    | （异干词、半异相动词） | 成为、发生 |

### 波兰语
在某些斯拉夫语中，一些动词拥有来自不同词根的非完整体和完整体。例如，在波兰语中：
| 动词              | 非完整体 | 完整体 |
| ----------------- | -------- | ------ |
| 拿                |          |        |
| 说                |          |        |
| 看见              |          |        |
| 观看              |          |        |
| 放置              |          |        |
| 找到              |          |        |
| （徒步）进来/外出 |          |        |
| （坐车）进来/外出 |          |        |

注意 、 和  是前缀，而非词根的一部分。
在波兰语中，（“年”）的复数是 ，它来自 （“夏天”）的复数。相似的异干互补现象还见于俄語：，羅馬化：god（“年”）> ，let（“年”的复数的属格）。

### 罗马尼亚语
罗马尼亚语动词 （“是”）是异干词且变化不规则，其不定式来自于拉丁语 ，但其变位来自本身就是异干词的拉丁语动词 。例如，（“我是”）、（“你是”）、（“我已是”）、（“我过去常常是”）、（“我曾是”）；而其虚拟式，在 （“我将要是”）中用于构成将来时，则与其不定式相关。

### 俄语
在俄语中，名词，chelovek（“男人、人类”）时异干词。其严格的复数形式，cheloveki仅用于东正教会的文本和幽默语段中，且搭配数词使用（例如，pyat chelovek“五个人”）。其可能原本为，*cheloveky（未经证实）。在其他情况下，现代语境中，它的复数为，lyudi取代，而这个词的单数形式在俄语中仅用作复合词的组成部分（例如，prostolyudin）。这个异干现象亦见于波兰语（ > ）、捷克语（ > ）、塞尔维亚-克罗地亚语（ > ）、斯洛文尼亚语（ > ）以及马其顿语（ (chovek) >  (lugje)）。

## 广义化
严谨地讲，异干互补发生于一个词位（即拥有相同的词类）的不同屈折形式来自于词源无关的词项时。尽管并不那么正式，异干互补这个词还可用于更为宽泛的概念中。

### 语义相关
“异干互补”一词还可用于更宽泛的概念，描述词汇间拥有语义相关却无词源相连。不像严格的屈折概念，它们可以属于不同的词类，例如名词/动词。
英语中诸如 / 或 / 的“名词/形容词对”也被称为附带形容词。在这种情况下，/ 不是异干词，因为  由  派生而来；而 / 则是异干词。就像 / 不是异干词，而 / 则是。
在这些情况中，/ 和 / 在原始印欧语中同源，但 "" 和 "" 是籍由古法语和拉丁语借入现代英语的。这些词对在词源学上是远缘的，但其并非来自同一个现代英语词干。

### 弱异干互补
在当代共时词法学中，“弱异干互补”有时被用于描述那些不能用共时产生音韵学规律来解释其语音交替的情况。例如，/ 两个词在词源学上是同源的，但其语音交替无法反映任何现代英语中的常规词法学演变过程：这使得这个词对看上去是异干词，尽管它的形式来自同一词根。
由此出发的话，英语的动词屈折形式中含有大量的弱异干互补现象的例子：例如，/、/、/，等等。尽管这些词对在词源学上相关，但没有与词法学产生规则可以在共时性上从一个推导出另一个。说话者只需要学习（也就是记住）这些语音交替现象——与 / 等真正的异干互补词对的学习方法基本相同。
这些传统上被简单打上“不规则”标签的现象，有时用“弱异干互补”表述，以将“异干互补”这个词汇限制在词源无关的词干上。